# Spiraalstroom
Een spiraalstroom is een waterstroom, die onder in een stromende rivier ontstaat door de snelheid van het water, dat in de bocht naar buiten slingert. In de buitenbocht loopt daardoor het water hoger op dan in de binnenbocht. De zwaartekracht vereffent dit niveau en daardoor ontstaat over de grond in de rivier een tegengestelde stroming, min of meer haaks op de stroomrichting, naar de binnenbocht. De spriraalstroom wordt sterker als het waterpeil stijgt.
Binnenschippers moeten bij het invaren van havens aan stromende rivieren ook rekening houden met dit effect. Bij het invaren hebben geladen schepen er voordeel aan, omdat door de grotere diepgang de stroming aan de oppervlakte wordt gecompenseerd door de spiraalstroom. Sommige havenmondingen zijn na proefnemingen echter zo ontworpen dat de stromings-profielen zodanig worden beïnvloed, dat er geen spiraalstroom ontstaat.
Het verschijnsel verklaart mede het verschil in diepgang van een binnen- en een buitenbocht. Door de spiraalstroom wordt het zand van de bodem van de buitenbocht naar de binnenbocht getransporteerd. Doordat het daar ondieper wordt neemt de stroom af en bezinkt meegevoerd zand nog sneller. Opvarende schippers maken van dit verschil in stroomsnelheid gebruik door de binnenbocht te nemen, ook als die aan de verkeerde wal liggen. Om de afvarende schepen in zo'n geval te waarschuwen dat links verkeer wordt toegepast, wordt door de opvaart het blauwe bord getoond. Ter bevestiging trekt de afvaart ook het blauwe bord, waarna de schepen elkaar stuurboord-stuurboord passeren.